# Оравська Полгора
Оравська Полгора (словац. Oravská Polhora) — село в Словаччині в Наместовському окрузі Жилінського краю. Розташоване в північно-західній частині Словаччини, на кордоні з Польщею.

## Географія
Біля села знаходиться крайній північний пункт Словаччини — Бабя гора (1725 м) — 49°37′ північної широти, 19°28′ східної довготи. Протікають річки Гласна-Рєка; Длга-Вода і Калужовка.

## Історія
Вперше згадується у 1580 році.

## Населення
| Рік:            | 1994. | 2004.   | 2014.   | 2024.   |
| --------------- | ----- | ------- | ------- | ------- |
| Кількість осіб: | 3305  | 3623    | 3874    | 4025    |
| Різниця:        |       | +9,62 % | +6,92 % | +3,89 % |

| Рік:            | 2023. | 2024.   |
| --------------- | ----- | ------- |
| Кількість осіб: | 4014  | 4025    |
| Різниця:        |       | +0,27 % |

В селі проживає 3689 осіб.
Національний склад населення (за даними останнього перепису населення — 2001 року):
- словаки — 99,23 %
- чехи — 0,26 %
- поляки — 0,09 %

Склад населення за приналежністю до релігії станом на 2001 рік:
- римо-католики — 98,38 %,
- протестанти — 0,14 %,
- гусити — 0,03 %,
- не вважають себе віруючими або не належать до жодної вищезгаданої церкви: 1,25 %